# Ото Вагнер
 Тази статия е за архитекта.  За резидента на Абвера в България вижте Ото Делиус.  
Ото Коломан Вагнер (на немски: Otto Koloman Wagner) е австрийски архитект и урбанист.

## Биография
Роден е на 13 юли 1841 година в покрайнините на австрийската столица Виена. Учи в Берлин и Виена и през 1864 г. започва да проектира първите си сгради в исторически стил. В средата и края на 1880-те Вагнер става защитник на архитектурния реализъм. През 1894 г. той става професор по архитектура в Академията за изящни изкуства във Виена.
До средата на 1890-те години проектира няколко сгради в стил ар нуво. Вагнер се интересува силно от градостроенето и през 1890 г. проектира нов градоустройствен план за Виена.
През 1897 г. Ото Вагнер, Густав Климт, Йозеф Мария Олбрих, Йозеф Хофман, Коломан Мозер и други художници и архитекти, основават артистичната група „Виенски сецесион“.
Вагнер умира на 11 април 1918 година във Виена на 76-годишна възраст.

## Галерия с по-важни творби
- Грабенхоф, 1874
- Ранна постройка на Шотенринг 23 в стил историзъм, 1877
- Хохенщауфенгасе 3, 1883
- Сграда на Щадионгасе 6 – 8, 1883
- Вила Вагнер I, все още в стил историзъм, 1888
- Къщата с презрамките, 1888
- Ъглова къща с фотоателие на тавана, 1895
- Дворец Хойос, 1891

Сецесионни сгради
- Дворцов павилион Хитцинг, 1898
- Виенска типова кооперация, 1898
- Майоликахаус, 1898
- Дом на Кьостлергасе 3, 1898
- Павилион на Карлсплац, 1899